# Guerra de los lombardos
La Guerra de los lombardos (1228-1242) fue una guerra civil en los Reinos de Jerusalén y Chipre entre los "Lombardos" (también llamados imperialistas), que representaban al Emperador del Sacro Imperio Romano Germánico Federico II Hohenstaufen, llamados así porque gran parte de ellos pertenecían a Lombardía, y la nobleza autóctona, liderada por la Familia Ibelín, y posteriormente por la Familia Montfort. La guerra fue provocada por Federico II al intentar tomar el control de la regencia de su joven hijo, Conrado II de Jerusalén. Federico y Conrado pertenecían a la Dinastía Hohenstaufen.
Federico II había sido Rey de Jerusalén (y reclamaba también la soberanía sobre Chipre), gracias a su matrimonio con Yolanda de Jerusalén, hasta la muerte de ésta en 1228. Ese mismo año llegó primero hasta Chipre, donde se enemistó con la nobleza, y luego a Jerusalén, donde permaneció hasta 1229, teniendo que marcharse en circunstancias humillantes después de haber provocado una reacción antimperialista en el pueblo. En 1231 envió a su Mariscal Ricardo Filangieri a Tierra Santa. Al intento de imponer su autoridad se opuso Juan de Ibelín, el Viejo Señor de Beirut, que había sido regente hasta la llegada de Federico II. Cuando Juan murió en 1236, la guerra fue retomada por su hijo Balián de Ibelín, Señor de Beirut. En 1239 Felipe de Montfort asumió el liderazgo de la oposición.
Aunque la jerarquía eclesiástica y los Caballeros Templarios apoyaban a la nobleza, los Caballeros Teutónicos y los Caballeros Hospitalarios apoyaban a Filangieri. En general, los derechos del emperador como regente fueron reconocidos, pero en la práctica se le negó el poder basándose en las Assizes de Jerusalén y en la Haute Cour de Jerusalén. Su sede se encontraba en Tiro y contó con la lealtad de Bohemundo V, Príncipe de Antioquía y Conde de Tripolí. También tenía el control sobre la Ciudad Santa de Jerusalén, recuperada después de un tratado de Federico II con los Sarracenos. Mientras que la Familia Ibelín controlara la oposición, Filangieri también podría contar con el apoyo de sus enemigos. Las ciudades italianas también estaban divididas entre las dos facciones: Pisa apoyaba a Filangieri, y Génova a los Ibelín. Los Ibelín controlaban Beirut, Arsuf, y Cesarea, así como la antigua capital, Acre. En 1231 los ciudadanos de Acre formaron una comuna medieval con su sede en la Iglesia de San Andrés, para tratar de unificar su oposición a Filangieri. En 1232 Juan de Ibelín fue elegido como Alcalde.
La primera gran batalla de la guerra tuvo lugar en Casal Imbert en mayo de 1232. Filangieri derrotó a los Ibelín, sin embargo, en junio fue tal su derrota en la Batalla de Agridi en Chipre que en un año perdió toda la isla. En 1241 los nobles ofrecieron el Bailío Acre a Simón de Montfort, Conde de Leicester, primo de Felipe de Montfort, y familiar a través del matrimonio, tanto de los Hohenstaufen como de los Plantagenet. Nunca aceptó el cargo. En 1242 o 1243 Conrado II de Jerusalén declaró su mayoría de edad, aunque el 5 de junio fue declarada regente Alicia de Champaña, viuda del Rey Hugo I de Chipre e hija de Isabel de Jerusalén, por la Haute Cour de Jerusalén debido a la ausencia del rey. Alicia rápidamente comenzó a gobernar como si fuera reina, haciendo caso omiso de Conrado, que se encontraba en Italia, y ordenó que Filangieri fuera arrestado. Después de un largo asedio, los Ibelín tomaron Tiro el 7 o el 10 de julio, con la ayuda de las tropas de Alicia, que llegaron el 15 de junio, y los Ibelín se declararon ganadores de facto de la guerra.